# Strobe Edge
Strobe Edge (ストロボ・エッジ?, Sutorobo Ejji, lett. "Confine stroboscopico") è un manga shōjo scritto e disegnato da Io Sakisaka. Serializzato da Shūeisha dal 13 giugno 2007 all'11 agosto 2010 sulla rivista Bessatsu Margaret, consta di dieci tankōbon, pubblicati sotto l'etichetta Margaret Comics.
In Italia, la serie è stata annunciata dalla Panini Comics a Romics 2011 ed è stata pubblicata da Planet Manga nella collana Manga Angel dal 28 gennaio 2012 al 27 luglio 2013 con cadenza bimestrale. La serie è composta in totale da 10 volumi.

## Trama
La quindicenne Ninako Kinoshita non si è mai innamorata, finché non incontra sul treno il ragazzo più popolare della scuola, il tranquillo Ren Ichinose. Avvicinandosi a lui, Ninako se ne innamora, ma deve affrontare il fatto che il ragazzo ha già da lungo tempo una fidanzata.

## Personaggi
Ninako Kinoshita (木下仁菜子?, Kinoshita Ninako)
La protagonista femminile, ha quindici anni. È una ragazza tranquilla e gentile che non si è mai innamorata, finché non prende una cotta per Ren Ichinose. Quando scopre che il ragazzo è già fidanzato, decide di rimanere solo sua amica e di tenere nascosti i suoi sentimenti. È brava in quasi tutte le materie, a parte la matematica. Tiene molto agli altri e restituisce sempre ogni favore, anche se piccolo.
Ren Ichinose (一ノ瀬連?, Ichinose Ren)
Il protagonista maschile, è il ragazzo più popolare della scuola ed è bravo in tutto. Si mantiene isolato dagli altri studenti ed è ammirato da tutte le ragazze. Nonostante abbia una fidanzata più grande di lui, Mayuka, tende ad abbassare la guardia quando è vicino a Ninako e, quando si accorge di provare dei sentimenti per lei, decide di starle lontano per non fare del male a Mayuka. Quest'ultima, però, alla fine lo lascia perché si rende conto non solo dei veri sentimenti di Ren, ma anche che lei tiene più al suo lavoro che all'amore.
Daiki Korenaga (是永大樹?, Korenaga Daiki)
Amico d'infanzia di Ninako, è innamorato di lei. I suoi genitori sono divorziati da due o tre anni e, avendo deciso di vivere con il padre, il rapporto con la sorella maggiore non va tanto bene. Alla fine s'innamora di Sayuri, amica di Ninako, e comincia a uscire con lei.
Takumi Ando (安堂拓海?, Andō Takumi)
Un ragazzo molto popolare, è amico di Ren e spesso compete con lui come se fossero rivali. Approfitta della sua popolarità tra le ragazze, ma non esce con loro perché non sente di essere adatto per una relazione. La sua opinione cambia dopo l'incontro con Ninako, della quale s'innamora.
Mayuka Korenaga (是永 麻由香?, Korenaga Mayuka)
La sorella maggiore di Daiki, è la fidanzata di Ren. Ha un lavoro nel settore della moda e studia per sostenere l'esame d'ammissione all'università. Con il procedere della serie, si rende conto dei sentimenti di Ninako per Ren, ma continua a trattarla amichevolmente. Alla fine capisce che la sua relazione con il ragazzo è a un punto morto perché lei è sempre occupata e deve continuamente cancellare i loro appuntamenti: lo lascia, quindi, nel capitolo 19.
Sayuri Uehara (上原さゆり?, Uehara Sayuri)
Amica di Ninako, s'innamora di Daiki, con il quale comincia a uscire. Ha, però, paura che il ragazzo la tradisca perché ha già vissuto questa situazione alle medie.
Tsukasa (つかさ?, Tsukasa)
Amica chiacchierona di Ninako, incoraggia sempre quest'ultima nelle questioni di cuore.
Noriko (典子?, Noriko) & Tamaki (環?, Tamaki)
Sono due amiche di Ninako.
Manabu Miyoshi (三好学?, Miyoshi Manabu)
È un amico di Ren e lavora in un bar gestito dal cugino. Si accorge presto dei sentimenti di Ren per Ninako e cerca di fare del suo meglio per farli mettere insieme.
Yutaro Terada (寺田裕太郎?, Terada Yūtarō)
È un amico di Ren ed è saggio e maturo. Alle medie usciva con Sayuri, ma si sono lasciati quando la ragazza ha cominciato a temere che lui l'avesse tradita. Yutaro sa che la loro relazione è finita per mancanza di comunicazione, ma capisce anche che non possono tornare insieme; per questo, l'aiuta a fare pace con Daiki quando hanno dei problemi.
Mao Sugimoto (杉本真央?, Sugimoto Mao)
Una studentessa più giovane di Ninako, alle medie usciva con Takumi, che ha sfruttato per avvicinarsi a un amico del ragazzo per il quale aveva una cotta. Quando Mao s'iscrive alla sua stessa scuola, Ninako scopre che è lei la causa dei dissapori tra Takumi e Ren. Nonostante all'inizio cerchi di conquistare Ren, alla fine dice a Takumi di essersi innamorata di lui quando uscivano insieme e che è disposta a competere contro Ninako per tornare con lui.

## Media

### Manga
Il manga, scritto e disegnato da Io Sakisaka, è stato serializzato dal 13 giugno 2007 all'11 agosto 2010 sulla rivista Bessatsu Margaret di Shūeisha. I capitoli sono stati raccolti in 10 volumi tankōbon pubblicati dal 22 novembre 2007 al 24 dicembre 2010.
Un capitolo bonus di quarantatré pagine, per commemorare l'uscita del film live-action, è stato stampato nel numero di aprile 2015 di Bessatsu Margaret.
In Italia la serie è stata annunciata a Romics 2011 da Panini Comics che l'ha pubblicata sotto l'etichetta Planet Manga nella collana Manga Angel dal 28 gennaio 2012 al 27 luglio 2013.
La serie è stata distribuita anche negli Stati Uniti da Viz Media, in Francia da Kana, in Messico da Panini Comics e in Cina da Tong Li Publishing.

#### Volumi
| Nº | Data di prima pubblicazione | Data di prima pubblicazione | Data di prima pubblicazione |
| Nº | Giapponese                  | Giapponese                  | Italiano                    |
| -- | --------------------------- | --------------------------- | --------------------------- |
| 1  | 22 novembre 2007            | ISBN 978-4-08-846239-4      | 28 gennaio 2012             |
| 2  | 25 marzo 2008               | ISBN 978-4-08-846280-6      | 24 marzo 2012               |
| 3  | 25 luglio 2008              | ISBN 978-4-08-846316-2      | 31 maggio 2012              |
| 4  | 25 novembre 2008            | ISBN 978-4-08-846357-5      | 28 luglio 2012              |
| 5  | 25 marzo 2009               | ISBN 978-4-08-846394-0      | 29 settembre 2012           |
| 6  | 25 giugno 2009              | ISBN 978-4-08-846420-6      | 30 novembre 2012            |
| 7  | 25 novembre 2009            | ISBN 978-4-08-846466-4      | 31 gennaio 2013             |
| 8  | 12 marzo 2010               | ISBN 978-4-08-846501-2      | 30 marzo 2013               |
| 9  | 12 agosto 2010              | ISBN 978-4-08-846554-8      | 8 giugno 2013               |
| 10 | 24 dicembre 2010            | ISBN 978-4-08-846607-1      | 27 luglio 2013              |

### Drama-CD
In origine, Strobe Edge è stato adattato in un vomic (un fumetto con doppiaggio) prodotto da Shūeisha, dove i doppiatori prestavano le loro voci ai personaggi nei pannelli del manga. In seguito alla pianificazione dei drama-CD, Shūeisha ha dismesso il sito web dedicato al vomic. Sono stati realizzati due drama-CD, pubblicati rispettivamente il 25 agosto 2010 e il 22 settembre 2010. Il cast vocale dei drama-CD è interamente nuovo, con l'eccezione di Yui Shōji, che ha ripreso il ruolo di Mayuka Korenaga.

### Film live-action
Il manga ha ricevuto anche un adattamento cinematografico live-action, annunciato nel numero di agosto 2014 della rivista Bessatsu Margaret. Il film è uscito nelle sale giapponesi il 14 marzo 2015. Ryūichi Hiroki ha diretto il film, con Kasumi Arimura e Sōta Fukushi nei ruoli principali di Ninako Kinoshita e Ren Ichinose, rispettivamente. Il gruppo musicale giapponese Greeeen ha contribuito alla colonna sonora con una cover del loro successo Ai uta (愛唄?), cantata dalla band femminile Whiteeeen.

## Accoglienza
Strobe Edge ha riscosso un successo commerciale in Giappone. Il quarto volume ha raggiunto la 29ª posizione nella classifica Oricon durante la sua prima settimana di uscita, totalizzando 34 158 copie vendute. I volumi successivi hanno continuato a ottenere risultati positivi: il quinto volume si è classificato al 19º posto con 46 299 copie vendute nella prima settimana, il sesto volume ha raggiunto il 24º posto con 51 402 copie vendute, e il settimo volume ha raggiunto la 9ª posizione, vendendo 82 575 copie nella prima settimana e 109 758 copie in totale. L'ottavo volume si è piazzato al 7º posto, vendendo 76 372 copie nella prima settimana e 137 087 in totale, mentre il nono volume ha raggiunto il 4º posto con 152 907 copie vendute nella prima settimana e 211 188 in totale. Il volume finale si è posizionato al 3º posto, vendendo 132 738 copie nella prima settimana ed è diventato il 43º volume più venduto della prima metà del 2011, con un totale di 356 021 copie vendute.
Un sondaggio condotto da Escala Cafe nell'aprile 2011 ha rivelato che il 2,5% delle donne di età compresa tra i 22 e i 29 anni (su un campione di 316 voti) si è dichiarato interessato a un adattamento live-action di Strobe Edge.
Inoltre, Strobe Edge è stato riconosciuto come uno dei "Great Graphic Novels 2014" nella categoria fiction dalla Young Adult Library Services Association e incluso nella lista dei "2014 Top Ten Great Graphic Novels for Teens" sempre nella sezione fiction.
L'adattamento cinematografico live-action ha debuttato al terzo posto al box office giapponese, incassando 2,74 milioni di dollari nel fine settimana di apertura. Secondo Mark Schilling di Variety, il distributore Toho prevedeva un incasso finale di 2,5 miliardi di yen (circa 20,6 milioni di dollari). Il film ha concluso la sua distribuzione nelle sale con un incasso di 2,32 miliardi di yen.